# Histriasaurus boscarollii
L'istriasauro (Histriasaurus boscarolli) è un dinosauro erbivoro appartenente ai sauropodi, i cui resti fossili sono stati ritrovati in Istria da cui il nome del nuovo genere. Visse nel Cretaceo inferiore (Hauteriviano/Barremiano, circa 125 milioni di anni fa). 

## Classificazione
La descrizione di questo dinosauro si basa su una vertebra dorsale rinvenuta sul fondale marino del Mare Adriatico, in territorio croato. La vertebra, descritta nel 1998 da Fabio Marco Dalla Vecchia, è molto simile a quelle dei rebbachisauridi, un gruppo di sauropodi simili a Diplodocus e Apatosaurus ma dalle caratteristiche insolite, rinvenuti in Africa e in Sudamerica. L'arco neurale è stato descritto come alto e stretto, alto tre volte il centro vertebrale. Histriasaurus, quindi, potrebbe essere il primo esemplare di rebbachisauride trovato nel continente europeo, ma la sua identificazione e classificazione è dubbia a causa della scarsità dei resti fossili ritrovati. Un altro rebbachisauride europeo è Demandasaurus ritrovato successivamente in Spagna e descritto nel 2010.

## Implicazioni paleogeografiche
La vertebra di Histriasaurus è importante soprattutto perché è un'ulteriore prova nell'identificazione di un "ponte" di terra che collegava l'Europa meridionale (che allora faceva parte della Laurasia) e l'Africa settentrionale (appartenente al Gondwana); Histriasaurus rappresenta un esempio di dispersione grazie a un meccanismo che è stato denominato "arca di Noè": parte di ciò che oggi è noto come Italia (la placca apula) era un frammento di Gondwana che si separò e alla fine collise con l'Europa meridionale, diventando a tutti gli effetti parte del Laurasia.